# Поташинский, Моисей Залманович

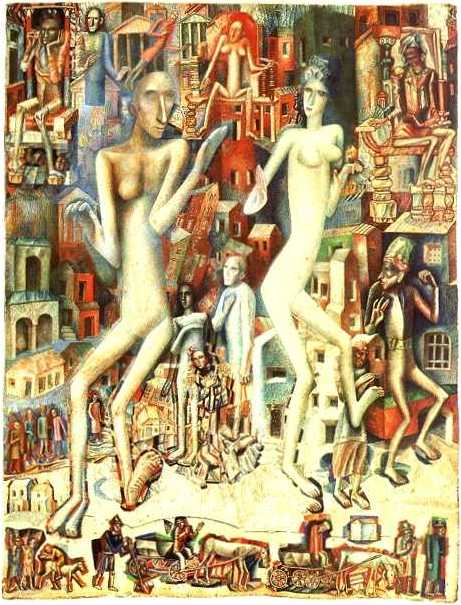
Графическая работа Павла Филонова «Мужчина и женщина», похищенная М. Поташинским при содействии Т. Король. Акварель, тушь, перо, кисть на бумаге. 31,0×23,3 см. 1912—1913. Русский музей

Поташи́нский Моисе́й За́лманович (Михаи́л Заха́рович) (1930 — не позднее 2010) — коллекционер, антиквар, контрабандист.

## Биография
Родился в 1930 году в Ленинграде. После службы в армии вернулся в родной город и женился. Некоторое время работал в Эрмитаже.
В 1957 году был осуждён за махинации с двойной бухгалтерией. Поташинский проходил по делу как соучастник и был приговорён к четырём годам лишения свободы. В дальнейшем был неоднократно судим за кражи, крупные коллективные хищения, спекуляцию и контрабанду. Имел клички «Дядя Миша», «Переплётчик».
Обладал природным обаянием, легко вступал в контакт с людьми и пользовался успехом у женщин.
Был женат на Лидии Фреймовне Лесовой, дочери Эфраима Залмановича Лесова, художника школы Филонова. В 1997 году она при загадочных обстоятельствах пропала:

По сегодняшний день неизвестно, что с ней случилось. Она вышла из дома. У нее был с собой дорогой перстень и мешок золотых зубных коронок. Уезжал мой знакомый еврей-стоматолог в Израиль и продал мне полкилограмма зубных коронок. Это все она понесла продавать. Рассказала мне, что познакомилась с какой-то украинкой и договорилась о сделке. Куда она делась — неизвестно. Но не жива, это точно. Мы прожили вместе много лет. Она от меня бы не ушла.
В конце жизни Поташинский проживал в Израиле Скончался в 2000-х годах.

## Преступная деятельность
Поташинский был «легендой» криминального мира Ленинграда. Так, в 1970-е годы через знакомого таможенника он узнал, как ищется в пересылаемых за рубеж книгах контрабанда, и изобрёл оригинальный способ её транспортировки. Похищенные из музеев СССР картины помещал (при необходимости разрезая на части) в корочки купленных в книжных магазинах крупноформатных альбомов или в деревянные панно, которые отправлял бандеролями в Израиль своему тестю Эфраиму Лесову. Поташинский попытался переправить за границу коллекцию И. Осипова стоимостью около полутора миллионов советских рублей. 17 января 1978 года было возбуждено уголовное дело под названием «Бандероли в Иерусалим», закончившееся возвращением отправленного за границу и лагерным сроком для главного фигуранта.
Начиная с 1989 года, вышедший на свободу Поташинский через сообщницу, сотрудницу Русского музея Татьяну Николаевну Король организовал серию краж с подменой музейных работ, включая произведения известного художника-авангардиста Павла Филонова. После ареста выявилась информация о попытках Поташинского подобраться к другим работам Филонова через знакомство с Евдокией Николаевной Глебовой, сестрой художника, которая жила в ленинградском Доме ветеранов сцены и была владелицей большей части всего художественного наследия брата. 5 февраля 1997 года Петербургский городской суд признал Поташинского виновным в похищении музейных произведений искусства и назначил наказание в виде лишения свободы сроком на 8 лет в колонии строгого режима с конфискацией имущества. Сообщница Т. Н. Король получила шестилетний условный срок.
Последняя кража Поташинского предположительно произошла в 2001 году, когда была похищена картина Жан-Леона Жерома «Бассейн в гареме», но его участие в этом преступлении не было доказано.
По делу Поташинского было изъято из контрабандного оборота и возвращено в СССР множество произведений искусства. Среди них были картины «Голова старика» школы Антониса Ван Дейка, «У харчевни» Давида Тенирса Младшего, «Пейзаж с девушкой» (предположительно кисти Мейндерта Хоббемы), «Группа всадников» Алберта Кёйпа, «Любовная сцена» Яна Стена, «Водопад» Гюстава Моро, «Хутор» Джорджа Морланда, а также множество японских гравюр XVIII—XIX веков, рисунков, гравюр и акварелей западноевропейских и русских художников (включая гравюру Альбрехта Дюрера и офорт Жана Батиста Удри) и разрезанная Поташинским на части картина мастерской Лукаса Кранаха «Иисус Христос и Иоанн Креститель с детьми».